# Napule... nunn'è maje fernuta
Napule... nunn'è maje fernuta è un album del 2002 che contiene 13 brani interpretati dal cantante italiano Mauro Nardi. Tra i 13 brani alcuni appartengono alla canzone classica napoletana.

## Tracce
1. Comme se sta' male – 4:14
2. Nunn'è mai fernuta – 4:13
3. Senza voce (Francesca Marini) – 5:05
4. Ammore amaro – 2:45
5. Torero – 3:01
6. Passione – 3:01
7. Canzone bella – 3:05
8. Lazzarella – 3:26
9. Malafemmena – 4:51 (Totò)
10. Io te vurria vasa' – 4:24
11. Scetate – 4:48
12. Resta cu mme – 3:33
13. 'A gelusia – 3:45